# Zimovniki
Zimovniki (in russo Зимовники?) è un villaggio della Russia europea meridionale nell'oblast' di Rostov; è il centro amministrativo del distretto Zimovnikovskij.
Si trova nella valle del fiume Bol'šaja Kuberle ed è attraversato dal Malaja Kuberle, suo affluente, 295 km a est di Rostov sul Don.